# Castelo Aboyne

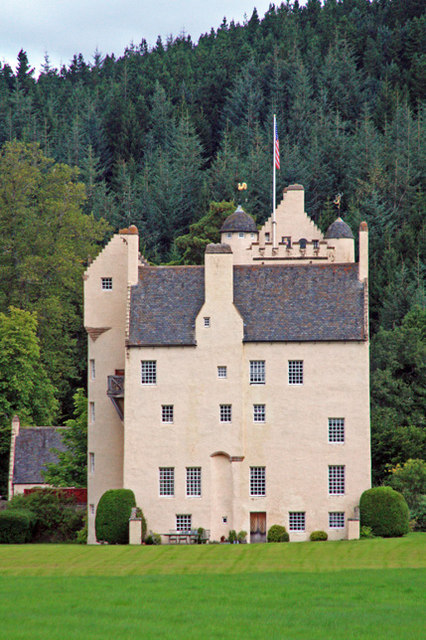
Castelo Aboyne, Escócia.

O Castelo Aboyne (em língua inglesa Aboyne Castle) é um castelo do século XIII localizado em Aberdeenshire, Escócia.
O castelo incluindo o portão de entrada, o pátio e a fronteira norte, foram protegidos na categoria B do listed building, em 24 de novembro de 1972.